# MEO
O MEO (denominada MEO - Serviços de Comunicações e Multimédia, S.A.), é uma empresa pertencente à Altice Portugal que presta Serviço Fixo Telefónico (SFT) e de Rede Pública de Telecomunicações em Portugal e que gere as empresas do grupo orientadas para os segmentos residencial (MEO) e Empresarial (MEO Empresas). Foi criada em 18 de setembro de 2000, cerca de 9 meses depois da liberalização do Mercado Fixo de Telecomunicações em Portugal. Foi considerado o Operador Histórico da Rede Fixa. Em 29 de Dezembro de 2014 a Portugal Telecom extinguiu a subsidiária Telecomunicações Móveis Nacionais TMN, que em janeiro tinha mudado de nome para "MEO", integrando os seus na PT Comunicações. Na mesma data, a PT Comunicações adotou o nome da subsidiária extinta — "MEO — Serviços de Comunicações e Multimédia". É atualmente a maior operadora em operação em Portugal.
A PT Móveis, a PT Imobiliária, a PT Cloud e Data Centers e a M.Call foram fundidas no MEO a 23 de julho de 2021.

## História
Começou no séc. XX como APT. Mais tarde criavam-se as empresas TLP e os CTT, que eram detidas pelo Estado Português. No início dos anos 90 os CTT entregam a gestão para uma empresa criada de raiz, chamada Telecom Portugal, que fazia a exploração do serviço telefónico em todo o País, excepto Lisboa e Porto. Em 1994 é feita a fusão das empresas Telecom Portugal, TLP, TDP e CPRM e é criada a Portugal Telecom. Em 1 de junho de 1995 é dado o início da fase de privatização da empresa estatal Portugal Telecom que é concluída em dezembro de 2000, com que nessa altura é criada a Portugal Telecom, SGPS, S.A. e a PT Comunicações iria fazer a exploração, como desde sempre fez, da rede fixa, seja para o mercado retalhista seja para o mercado grossista.
Em 2000, começa a colocar DSLAMs nas Centrais Telefónicas para receber os serviços de ADSL em Portugal que, segundo dados da empresa, até dezembro de 2006, cobre 98% de ADSL rececionado nas casas de todos os clientes da rede telefónica da PT. No ano seguinte, é criado na rede fixa o serviço de Voice Mail ou Gravador de Chamadas do mesmo sistema que a rede móvel sempre liderou. Em 2003, é criado o Serviço de Mensagens Escritas (SMS) que iniciou o processo com SMS gratuitos para as redes TMN (atual MEO), e durante o lançamento e desenvolvimento do serviço chegou aos restantes operadores móveis nacionais. Em 2004, é criado o Serviço de Mensagens Multimédia (MMS) no seguimento do desenvolvimento tecnológico da rede de telecomunicações na qual passaria a PT Comunicações a ser dos primeiros operadores de rede fixa no Mundo a adotar os serviços de SMS e MMS que só a Rede Móvel podia disponibilizar. 
Em 2005, a PTC cria o serviço de fatura eletrónica na qual substitui o tradicional documento de fatura em papel para a fatura em suporte digital aos clientes da PT Comunicações (hoje MEO) para uma boa política ambiental da empresa do Grupo PT. Em 2006, cria o serviço PT Agenda que visa apresentar uma lista dos dez números de telefone mais ligados nos últimos três meses de faturação.
Nasceu assim o MEO em 2007, após a separação da PT Comunicações e da PT Multimédia (mas na ZON e hoje NOS). Enquanto a PT Multimédia utilizava cabos coaxiais, após a separação, o MEO passou a ver o serviço de triple play. O serviço de IPTV - Televisão sobre IP, suportada pela rede de pares de cobre. É concorrente dos serviços NOS, DIGI e Vodafone. A TMN, a primeira e maior operadora de rede móvel de Portugal, foi posteriormente integrada na marca MEO em 2014. 
O lançamento comercial do serviço ADSL ocorreu em junho de 2007. Foi lançada em abril de 2008, utilizando o serviço MEO IPTV, logo seguido pelo serviço FTTH. As ofertas ADSL e Fibra chegavam a todo o território nacional.
Outro serviço lançado foi a TDT (Televisão Digital Terrestre) em abril de 2009. Este serviço incluía um canal em alta definição (HD) e os canais portugueses e a maior proposta de TV em Alta Definição.
Em 2013, o MEO lançou um serviço quadruple play denominado M4O que, além das funcionalidades já mencionadas, adicionou o telemóvel, numa lógica estratégica convergente. Em julho de 2014, o MEO lançou um pacote que inclui também a oferta de internet móvel, denominado M5O.
Em janeiro de 2015, a Portugal Telecom decidiu juntar MEO e PT Comunicações numa única empresa, sendo agora apenas MEO.
No final do primeiro semestre de 2020, o MEO é o prestador com maior quota de assinantes de televisão, com 39,8%, seguindo-se a NOS com 39,7%.

## Divisões

### Particulares
MEO -  Operador de telecomunicações móveis e residenciais fixas com a marca MEO.

### Empresarial
MEO Empresas - marca que disponibiliza soluções de telecomunicações e IT para o segmento empresarial, designadamente PME - Pequenas e Médias Empresas, bem como Grandes Empresas e Instituições, como o Governo de Portugal. Inicialmente PT Empresas - marca criada após a fusão entre a PT Negócios e a PT Prime, mudou de nome em janeiro de 2020 do anterior PT Empresas para Altice Empresas, passando a ser MEO Empresas em 2023.

### Jovens e Adolescentes
MOCHE - um serviço móvel para jovens do MEO.

### Low-cost
UZO é uma marca da Operadora MEO de Portugal, que surgiu em 21 de junho de 2005 e que opera sobre a rede GSM do MEO, no segmento low-cost. A UZO funciona de forma autónoma à MEO do ponto de vista comercial, de comunicação, call centers e sistemas de informação.

### Portal SAPO
SAPO - É um portal português e fornecedor de produtos e serviços para a Internet. Fundado em 1995, como um apontador (buscador), é o maior portal de internet de Portugal[carece de fontes?] e está presente em Angola, Cabo Verde, Moçambique e Timor-Leste.[carece de fontes?]

### Serviços de Pagamentos
MEO Wallet - presta serviços de pagamentos.

## Cobertura e concorrência
Depois de um período experimental em que um grupo de cinco mil utilizadores na zona de Castelo Branco testou a base da oferta comercial, o MEO começou a ser disponibilizado em junho de 2007, numa primeira fase em Lisboa, no Porto e em Castelo Branco. Atual está disponível em várias localidades do MEO IPTV e disponível em todo o país por satélite.
Na versão comercial o MEO enfrenta a concorrência da NOS, da DIGI, da Vodafone Portugal e da Nowo, que também fornecem serviços de televisão sobre IPTV (baseando-se MPEG2/MPEG4 e ADSL2+).

## Serviços
O MEO é um serviço de IPTV, telefone fixo, telefone móvel e internet disponibilizado pela empresa MEO (anteriormente denominada PTC), uma subsidiária da Altice Portugal (anteriormente PT Portugal). 

### Antecedentes (Spin-off da PT Multimédia)
O serviço começou a ser comercializado em 2007, depois da separação da PT e da PTM, sendo que a última mudou o seu nome para ZON Multimédia (hoje NOS)

### Lançamento residencial
Depois de 3 meses da PTM deixando pelos laços do PT, o serviço foi lançado em abril de 2008 como o MEO. Mais tarde, começou a instalar fibra ótica FTTH, como meio também ele, transmissor do serviço.
Em junho de 2008, o MEO (Portugal Telecom) irá fechar a loja da TVCabo que detenha ao Fórum Picoas. Atualmente o MEO está no Fórum Picoas, em Lisboa.
Em julho de 2010 a PT Portugal informou que o MEO superou os 700 mil clientes.
Em abril de 2011, a PT Portugal e o MEO lançaramo tarifários para crianças designado MEO Kids.
Em novembro de 2011, o MEO alcançou um milhão de subscritores e ganha nova aplicação MEO GO.
Em fevereiro de 2012, o MEO lançou o serviço de canal de comunicação, o MEO Kanal é semelhante ao YouTube e Vimeo. Em 14 setembro de 2012, foi lançada os serviços MEO no satélite como Videoclube e Aplicações Interativas.
Em 11 de janeiro de 2013 o logotipo sofreu algumas alterações ao logo, o Meo passou a marca maiúscula MEO e lançou o serviço M4 (anteriormente M4O).

### Lançamento da Marca Única
Em janeiro de 2014, a marca MEO substituiu a marca TMN, na operação de serviços móveis.
Em 8 de agosto de 2018, a MEO alcançou um milhão e quinhentos de subscritores. No dia 22 de maio de 2024, o MEO renovou a sua identificação visual e estreou a nova oferta M4e ou Telecom+Energia. Desde Julho de 2024, o MEO torna-se líder em mecardos móveis ultrapassado a NOS.

### Televisão
O MEO disponibiliza a transmissão de conteúdos televisivos através de quatro plataformas: rede ADSL e fibra (IPTV), satélite (DTH) e rede 3G/4G (numa aplicação). Em 2018 a Altice apresentou uma nova box. Esta nova Box 4K WiFi tem um design semelhante à anterior mas está muito mais inteligente e com uma interface muito mais intuitiva.

### Telefone
O serviço de telefone oferece chamadas grátis sem limites para todas as redes fixas nacionais. Os custos de assinatura da linha ficam também integrados pela assinatura do MEO. Foi lançada em 2000 sobre o nome da PT Comunicações.

### Telemóvel
O serviço de telemóvel oferece uma variedade de tarifários que se dividem em três categorias: pré-pagos, pós-pagos e os incluídos na fatura do serviço fixo (M4e).

### Internet
O serviço de Internet oferece um serviço de Internet fixo e móvel disponível em uma variedade de pacotes. Em fevereiro de 2010, foi lançada o serviço MEO no computador com rede acesso à PT.

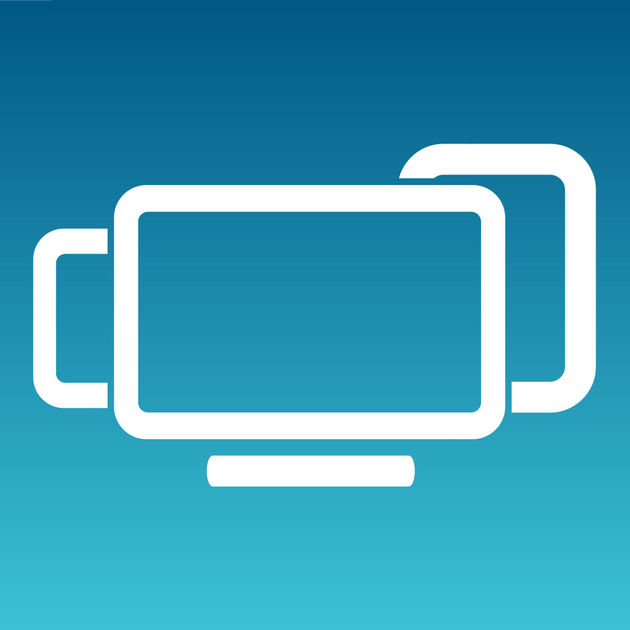
Logo do MEO GO

### MEO GO
O MEO Go é um serviço disponibilizado pelo MEO que permite assistir televisão através de qualquer acesso de internet, no tablet, smartphone e PC.
O serviço MEO Go que, no início de 2013 já contava com meio milhão de downloads. conquistou notabilidade em Portugal e no mundo, destacando-se por ser uma das soluções de TV Everywhere com uma oferta de conteúdos e de funcionalidades mais completas e integradas. Este reconhecimento ficou registado pela distinção do serviço em vários prémios internacionais, incluindo Best Entertainment App (Tabby Awards 2013), Consumer Service (World Communication Awards 2013), Best TV On The Move Service (TV Connect Industry Awards 2014) entre outros.

### Videoclube
O MEO VideoClube é um serviço de video-on-demand que oferece um catálogo de milhares de programas nacionais e internacionais (incluindo filmes, documentários e concertos). Recursos adicionais disponíveis incluem trailers, sinopses, elenco e classificação IMDb; uma lista de favoritos; Janela de visualização de 48 horas; alugar filmes HD/3D com som Dolby Surround; total controle e privacidade por meio de um PIN de segurança para “locações e compras” e um PIN de segurança para acessar conteúdo adulto. O MEO VideoClube pode ser usado dentro ou fora de casa em televisores, tablets; smartphones ou computadores pessoais através do serviço MEO Go; e consoles de jogos e TVs conectadas.
É possível ver filmes sem ligação à Internet, através do Download & Play, disponível no PC através do MEO Go. Em 2014, os serviços foram renovados com uma imagem aprimorada, navegação mais rápida e novos recursos com conteúdo e informações adicionais e uma experiência de usuário mais acessível. O MEO VideoClube oferece várias opções de pagamento, incluindo uma fatura mensal e o cartão pré-pago MEO VideoClube.

### MEO Remote
O MEO Remote é uma evolução do comando físico do MEO e por isso traz funcionalidades que nunca seriam possíveis no comando atual:
Permite ter acesso a informação adicional sobre o que está a ser transmitido na TV sem perder nada da emissão;
• Fazer zapping por temáticas e programas, descobrir novos conteúdos enquanto vê um programa na TV, explorar com utilização de filtros (ex.: por IMDb no VideoClube) ou aceder rapidamente a programas desportivos em direto.

### MEO Apps
A tecnologia IPTV permitiu ao MEO a disponibilização de vários serviços interactivos, nomeadamente aquando do Campeonato do Mundo de Futebol de 2010 na África do Sul. 

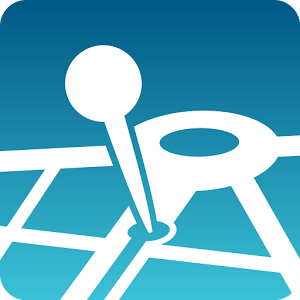
Logo da app do MEO DRIVE

### MEO Drive
O MEO Drive (anteriormente TMN Drive) é uma aplicação de navegação por GPS para telemóvel e tablet, com instruções de voz e que não necessita de ligação à internet.

### MEO Energia
Na estratégia para a diversificação do portfólio e novos negócios, é lançado o MEO Energia, através da PT Live, parceira da Altice Portugal, juntado energia exclusivamente produzida a partir de fontes 100% renováveis e comunicação.
No dia 6 de agosto de 2020, a Altice Portugal informou a Autoridade da Concorrência que adquiriu por a PT Live e que irá alterar o nome para MEO Energia.

### MEO Get MEO
A PT acabou de lançar o Traz Amigos do MEO, para convidar amigos e por amigos para os clientes até final de dezembro de 2012, receberão 30€ na Fibra e ADSL e 15€ no Satélite. O botão amarelo foi ultlizado o serviço até 2015, quando alterou para a ativação dos canais premium.

## Logomarca da MEO

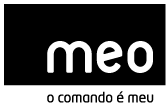
Logomarca de 2008 a 2013
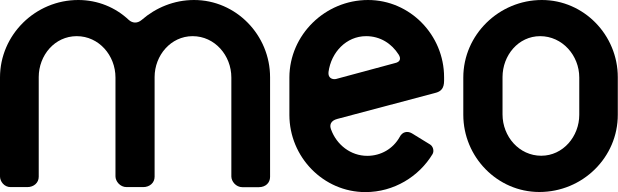
Logomarca de 2008 a 2013 (sem fundo preto)
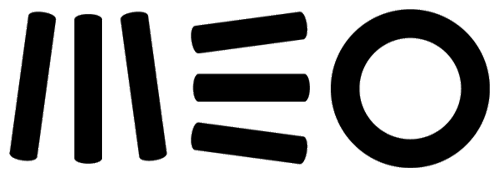
Logomarca de 2013 a 2024
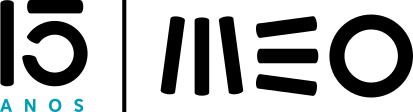
Logomarca exibido em 2023, durante as comemorações dos 15 anos.
Logomarca desde 2024

Logomarca de telemóveis do MEO (antiga TMN)

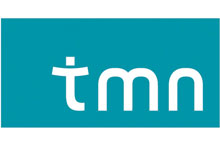
Logomarca de 2005 a 2014
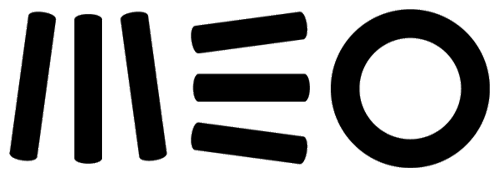
Logomarca de 2014 a 2024
Logomarca desde 2024

Logomarca do MEO Empresas (com fusão da PT Prime e PT Negócios)

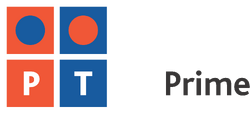
Logomarca de 2001 a 2009 (PT Prime)
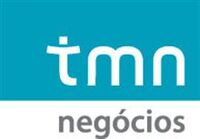
Logomarca de 2006 a 2009 (TMN Negócios)
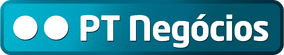
Logomarca de 2009 a 2014 (PT Negócios)
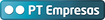
Logomarca de 2014 a 2020
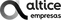
Logomarca de 2020 a 2023
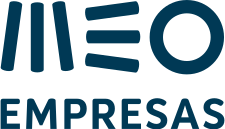
Logomarca de 2023 a 2024
Logomarca desde 2024

Logomarca do MEO Energia (antiga  PT Live)

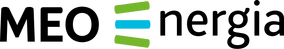
Logomarca de 2020 a 2024
Logomarca desde 2024